# Rockville (Maryland)
 For alternative betydninger, se Rockville. (Se også artikler, som begynder med Rockville)
Rockville er en by i delstaten Maryland i USA. Den er hovedstad i Montgomery County. Rockville er med sine 67.117(2020) indbyggere den næst største by i Maryland efter Baltimore.

## Venskabsbyer
- Jiaxing, Kina
- Pinneberg, Tyskland